# ОШ „Бранко Ћопић” Бања Лука
Основна школа „Бранко Ћопић” налази се у Бањој Луци у градској четврти Борик.

## Историјат школе
Школа је основана и почела са радом 20. октобра 1981. године и тада је имала 764 ученика, а добила је име по истоименом насељу у којем се налази — „Борик“.
Основна школа „Борик“ променила је свој назив у фебруару 1985. године у ОШ „Бранко Ћопић“ под чијим именом и данас постоји.
Школа је добила многобројне награде, а једну од највећих добила је 1988. године — Априлску награду Града Бања Луке. Од стране Министарства просвете и културе Републике Српске проглашена је за најуспешнију школу у Републици Српској 2007/2008. године.
Школске 2012/2013. године прослављено је 30. година постојања ове образоване установе.

## Бранко Ћопић
Бранко Ћопић (Хашани, Босанска крајина, 1. јануар 1915 — Београд, 26. март 1984) је био српски и југословенски књижевник. Основну школу завршио је у родном месту, нижу гимназију у Бихаћу, а учитељску школу похађао је у Бања Луци, Делницама и Сарајеву, те је завршио у Карловцу. На Филозофском факултету у Београду дипломирао је 1940. године.

## Школа данас
Школа је модерно опремљена са видео надзором и поседује реновирану фискултурну салу и сву додатну опрему. Данас основну школу „Бранко Ћопић“ похађа 732. ученика, у школи постоји 29 одељења, а школски колектив чини 67 радника.
У школи постоји 9 секција и то:
- Еколошка
- Географска
- Ликовна
- Мали иноватори
- Велики, мали хор и оркестар
- Драмско-рецитаторска секција
- Одбојкашка секција
- Рукометна секција
- Саобраћајна секција